# Nina Ricci (stilista)
Nina Ricci, nata Maria Nielli (Torino, 14 gennaio 1883 – Parigi, 28 novembre 1970), è stata una stilista italiana naturalizzata francese.

## Biografia
Nata a Torino nel 1883, si trasferì in Francia all'età di 12 anni. All'età di 13 cominciò a lavorare da apprendista come stilista.
Nel 1904 sposò Luigi Ricci, figlio di un gioielliere italiano, da cui ebbe un figlio, Robert, nel 1905. Nel 1908 si unisce alla casa di moda parigina di Raffin, con cui rimase a lavorare per oltre vent'anni.
Insieme a suo figlio Robert fondò, nel 1932 a Parigi, la maison di moda Nina Ricci. È sepolta nel cimitero del comune francese di Courances.